# Paddy Tipping
Simon Patrick Tipping (né le 24 octobre 1949) est un homme politique britannique qui est commissaire de la police et de la criminalité du Nottinghamshire entre 2012 et 2021. Membre du Parti travailliste, il est député de Sherwood de 1992 à 2010.

## Jeunesse
Tipping est né à Halifax. Il fait ses études à Hipperholme Grammar School (alors une école publique) à Hipperholme. Il obtient un BA en philosophie à l'Université de Nottingham en 1972 et une maîtrise en sciences sociales en 1978. Il est travailleur social à Nottingham de 1972 à 1979. Entre 1979 et 1983, il est chef de projet pour la  Children's Society dépendante de l'Église d'Angleterre à Nottingham. De 1981 à 1993, il est conseiller au conseil du comté de Nottinghamshire.

## Carrière parlementaire
Il se présente pour Rushcliffe en 1987. Il gagne Sherwood sur les conservateurs en 1992.
Tipping occupe plusieurs postes gouvernementaux subalternes, devenant Secrétaire parlementaire privé du ministre de l'Intérieur Jack Straw en 1997. En 1999, il est promu leader adjoint de la Chambre des communes ,, et est nommé sous-secrétaire d'État parlementaire au Bureau du Conseil privé, où il est chargé de traiter des questions relatives au bug de l'an 2000. Par la suite, Tipping devient président du sous-comité de l'environnement, de l'alimentation et des affaires rurales en 2001 et, après une période dans l'arrière-ban, en 2006, il est secrétaire parlementaire privé de Jack Straw.
Le 23 octobre 2009, Tipping annonce sa décision de se retirer aux élections générales, après une période de mauvaise santé ,,.

## Commissaire à la police et à la criminalité
Tipping est élu commissaire de la police et du crime du Nottinghamshire lors de l'élection inaugurale du PCC en 2012. Il est réélu pour un second mandat le 6 mai 2016 .
Tipping nomme Chris Cutland, précédemment directeur exécutif de Women's Aid à Nottingham, comme son adjoint en novembre 2012 . La nomination d'Emma Foody en tant que remplaçante, également auparavant avec Women's Aid à Nottingham en tant qu'ambassadrice communautaire, est confirmée en juin 2020. 
Aux élections du PCC de 2021, il est battu par la conservatrice Caroline Henry ,.

## Vie privée
Tipping est un vice-président de l' Association des Ramblers. Il épouse Irene Margaret Quinn le 8 janvier 1970 à Nottingham; elle est décédée en février 2011. Ils ont deux filles. Il a subi une crise cardiaque en juin 2009.